# Charlotte MacLeod
Charlotte Matilde MacLeod (* 12. November 1922 in Bath, New Brunswick, Kanada; † 14. Januar 2005 in Lewiston, Maine) war eine US-amerikanische Schriftstellerin kanadischer Herkunft.

## Leben und Werk
1923 emigrierte Charlotte MacLeod mit ihren Eltern in die USA und wuchs in Massachusetts auf. Sie besuchte das Boston Art Institute und arbeitete nach ihrem Abschluss als Bibliothekarin und Werbetexterin. Seit Mitte der 1960er Jahre schrieb sie Romane, zunächst Jugendbücher. Erst Ende der 1970er Jahre begann sie bevorzugt Kriminalgeschichten mit abgedreht-witzigen Handlungen – ohne Brutalitäten und Sex – zu veröffentlichen.
Ihr erster Kriminalroman aus der Balaclava-Reihe Schlaf in himmlischer Ruh (Original: Rest you merry) erschien 1978 und wurde ein großer Erfolg. Die Balaclava-Krimis spielen an dem landwirtschaftlichen Institut Balaclava Agricultural College in Massachusetts, ihr Held ist der rübenzüchtende Professor Peter Shandy. Die seit 1979 parallel geschriebene Kelling-Reihe hat die Upper Class von Boston und deren Eigenheiten zum Gegenstand. Ihre Helden sind Sarah Kelling und deren Mann Max Bittersohn, der auf das Aufspüren gestohlener Kunstwerke spezialisiert ist.
Unter dem Künstlernamen Alisa Craig veröffentlichte sie zwei weitere Krimi-Reihen, die in Kanada spielen und von denen nur ein Roman in übersetzter Fassung vorliegt. Einmal mit dem Protagonisten Madoc Rhys als Polizist bei der Royal Canadian Mounted Police in New Brunswick. Zum Zweiten mit Osbert Monk, Autor von Western-Romanen. Seine Frau Dittany ist Mitglied des Grub-and-Stake Gardening und Archery Clubs in Ontario (daher das "Grub-and-Stakers" in jedem Titel der Reihe).
Charlotte MacLeod war Gründungsmitglied der Sisters in Crime. Im Alter erkrankte sie an Alzheimer und musste das Schreiben aufgeben.

## Auszeichnungen
- 1987 Nero Wolfe Award für The Corpse in Oozak's Pond (dt. Stille Teiche gründen tief. DuMont, Köln 1994)
- 1992 Anthony Award - Lifetime Achievement Award Auszeichnung für das vorliegende Lebenswerk der Autorin
- 1999 Malice Domestic Award for Lifetime Achievement, den Agatha Award Ehrenpreis in Anerkennung des Lebenswerkes der Autorin

## Werke

### Balaclava-Reihe
- 1978 Rest You Merry (dt. Schlaf in himmlischer Ruh. DuMont, Köln 1986)
- 1981 The Luck Runs Out (dt. Freu dich des Lebens. DuMont, Köln 1987)
- 1982 Wrack and Rune (dt. Über Stock und Runenstein. DuMont, Köln 1989, Neuauflage 2005)
- 1983 Something the Cat Dragged In (dt. Der Kater läßt das Mausen nicht. DuMont, Köln 1991)
- 1985 The Curse of the Giant Hogweed
- 1987 The Corpse in Oozak's Pond (dt. Stille Teiche gründen tief. DuMont, Köln 1994)
- 1989 Vane Pursuit (dt. Wenn der Wetterhahn kräht. DuMont, Köln 1996)
- 1991 An Owl Too Many (dt. Eine Eule kommt selten allein. DuMont, Köln 1997)
- 1994 Something in the Water (dt. Miss Rondels Lupinen. DuMont, Köln 1999)
- 1996 Exit the Milkman (dt. Aus für den Milchmann. DuMont, Köln 2000)

### Kelling-Reihe
- 1980 The Family Vault (dt. Die Familiengruft. DuMont, Köln 1988)
- 1981 The Withdrawing Room (dt. Der Rauchsalon. DuMont, Köln 1990)
- 1982 The Palace Guard (dt. Madame Wilkins' Palazzo. DuMont, Köln 1992)
- 1983 The Bilbao Looking Glass (dt. Der Spiegel aus Bilbao. DuMont, Köln 1992)
- 1984 The Convivial Codfish (dt. Kabeljau und Kaviar. DuMont, Köln 1993)
- 1985 The Plain Old Man (dt. Ein schlichter alter Mann. DuMont, Köln 1995)
- 1988 The Recycled Citizen (dt. Teeblätter und Taschendiebe. DuMont, Köln 1998)
- 1988 The Silver Ghost (dt. Rolls Royce und Bienenstiche. DuMont, Köln 1999)
- 1989 The Gladstone Bag (dt. Jodeln und Juwelen. DuMont, Köln 2000)
- 1992 The Resurrection Man (dt. Arbalests Atelier. DuMont, Köln 2001)
- 1995 The Odd Job (dt. Mona Lisas Hutnadeln. DuMont, Köln 2001)
- 1998 The Balloon Man (dt. Der Mann im Ballon. DuMont Köln 2002)

### Madoc-Rhys-Reihe (als Alisa Craig)
- 1980 A Pint of Murder (dt. Ein Glas voll Mord. DuMont, Köln 2004)[1]
- 1981 Murder Goes Mumming
- 1986 A Dismal Thing to Do
- 1989 Trouble in the Brasses
- 1992 The Wrong Rite

### Osbert-Monk-Reihe (als Alisa Craig)
- 1981 The Grub and Stakers Move a Mountain
- 1985 The Grub and Stakers Quilt a Bee
- 1988 The Grub and Stakers Pinch a Poke
- 1990 The Grub and Stakers Spin a Yarn
- 1993 The Grub and Stakers House a Haunt

### Anthologien
- 1987 Grab Bag[2]
- 2002 It Was an Awful Shame and Other Stories[3]

### Story-Sammlungen als Herausgeberin
- 1989 Mistletoe Mysteries (dt. Mord unterm Tannenbaum. Droemer Knaur, München 1991)
- 1992 Christmas Stalkings. Tales of Yuletide Murder (dt. Mord unterm Mistelzweig. Droemer Knaur, München 1993)

### Sonstige
- 1968 The Fat Lady's Ghost
- 1971 Ask Me No Questions
- 1982 Cirak's Daughter
- 1983 The Terrible Tide (als Alisa Craig)
- 1984 Maid of Honor
- 1994 Had She But Known, Biografie der Krimi-Autorin Mary Roberts Rinehart